# Định Thành, Cà Mau
Định Thành là một xã thuộc tỉnh Cà Mau, Việt Nam.

## Địa lý
Xã Định Thành có vị trí địa lý:
- Phía đông giáp xã An Trạch và xã Gành Hào
- Phía tây giáp phường Hòa Thành
- Phía nam giáp xã Tạ An Khương và xã Tân Thuận
- Phía bắc giáp xã Phong Thạnh.

Xã Định Thành có diện tích 117,18 km², dân số năm 2024 là 35.564 người, mật độ dân số đạt 303 người/km².

## Lịch sử
Ngày 6 tháng 3 năm 1891, Thống đốc Nam Kỳ ban hành Nghị định số 83-NĐ về việc hợp nhất ba làng Bình Thành, Tân Định và Bình Định thành làng Định Thành thuộc tổng Quảng Long, quận Cà Mau, tỉnh Bạc Liêu.
Ngày 5 tháng 10 năm 1917, tách làng Định Thành, tổng Quảng Long thuộc quận Cà Mau về quận Giá Rai mới thành lập quản lý.
Ngày 9 tháng 3 năm 1956, Chính quyền Việt Nam Cộng hòa ban hành Sắc lệnh số 32-NV về việc sáp nhập làng Định Thành thuộc quận Giá Rai, tỉnh Bạc Liêu vào địa bàn tỉnh Cà Mau mới được thành lập.
Ngày 5 tháng 8 năm 1957, thành lập xã Định Thành trên cơ sở làng Định Thành và làng Tân Thành mới giải thể.
Sau năm 1957, xã Định Thành thuộc tổng Quảng Long tách khỏi quận Giá Rai, hợp với một số xã thuộc tổng Long Thới thành lập quận Quảng Long thuộc tỉnh An Xuyên mới lập.
Xã Định Thành lúc đó có diện tích 1.151 ha với dân số năm 1965 là 10.859 người, năm 1970 là 25.680 người.
Ngày 20 tháng 9 năm 1975, Bộ Chính trị ban hành Nghị quyết số 245-NQ/TW về việc hợp nhất tỉnh Bạc Liêu, tỉnh Cà Mau và hai huyện An Biên, Vĩnh Thuận (ngoại trừ 2 xã Đông Yên và Tây Yên) của tỉnh Rạch Giá thành một tỉnh mới, tên gọi tỉnh mới cùng với nơi đặt tỉnh lỵ sẽ do địa phương đề nghị lên.
Ngày 20 tháng 12 năm 1975, Bộ Chính trị ban hành Nghị quyết số 19/NQ về việc hợp nhất tỉnh Bạc Liêu và tỉnh Cà Mau thành một tỉnh mới, tên gọi tỉnh mới cùng với nơi đặt tỉnh lỵ sẽ do địa phương đề nghị lên.
Ngày 24 tháng 2 năm 1976, Chính phủ Cách mạng Lâm thời Cộng hòa miền Nam Việt Nam ban hành Nghị định số 3/NQ/1976 về việc hợp nhất tỉnh Bạc Liêu và tỉnh Cà Mau thành một tỉnh mới, lấy tên là tỉnh Bạc Liêu – Cà Mau. Xã Định Thành thuộc huyện Giá Rai, tỉnh Bạc Liêu – Cà Mau.
Ngày 10 tháng 3 năm 1976, Chính phủ ban hành Nghị quyết về việc thành lập tỉnh Minh Hải trên cơ sở đổi tên tỉnh Bạc Liêu – Cà Mau. Khi đó, xã Định Thành thuộc huyện Giá Rai, tỉnh Minh Hải.
Ngày 11 tháng 7 năm 1977, Hội đồng Chính phủ ban hành Quyết định số 181-CP về việc sáp nhập xã Định Thành thuộc huyện Châu Thành vừa giải thể vào huyện Giá Rai quản lý.
Ngày 4 tháng 4 năm 1979, Hội đồng Chính phủ ban hành Quyết định số 142-CP về việc:
- Thành lập xã An Định thuộc huyện Giá Rai trên cơ sở tách ấp Chòi Mòi và ấp Cái Keo của xã Định Thành thuộc huyện Cà Mau.
- Chia xã An Trạch (trừ ấp Khúc Tréo và ấp Nhân Dân cắt sang xã Phong Thạnh Tây) thành 5 xã: An Bình, An Hòa, An Hạnh, An Phúc, An Trạch.

Ngày 30 tháng 8 năm 1983, Hội đồng Bộ trưởng ban hành Quyết định số 94-HĐBT về việc sáp nhập xã Định Hòa và xã Định Thành của huyện Cà Mau vừa giải thể vào huyện Giá Rai.
Ngày 14 tháng 2 năm 1987, Hội đồng Bộ trưởng ban hành Quyết định số 33B-HĐBT về việc sáp nhập xã An Định vào xã An Phúc.
Xã An Phúc có 5.446 ha đất và 7.236 nhân khẩu.
Ngày 13 tháng 4 năm 1991, Ban Tổ chức – Cán bộ của Chính phủ ban hành Quyết định số 183/QĐ-TCCP về việc sáp nhập xã Định Hòa vào xã Định Thành.
Ngày 6 tháng 11 năm 1996, Quốc hội ban hành Nghị quyết về việc chia tỉnh Minh Hải thành tỉnh Bạc Liêu và tỉnh Cà Mau. Khi đó, xã An Phúc và xã Định Thành thuộc huyện Giá Rai, tỉnh Bạc Liêu.
Ngày 24 tháng 12 năm 2001, Chính phủ ban hành Nghị định số 98/2001/NĐ-CP về việc:
- Thành lập huyện Đông Hải thuộc tỉnh Bạc Liêu.
- Chuyển xã An Phúc và xã Định Thành thuộc huyện Giá Rai về huyện Đông Hải mới thành lập quản lý.

Ngày 24 tháng 12 năm 2003, Chính phủ ban hành Nghị định số 166/2003/NĐ-CP về việc thành lập xã Định Thành A thuộc huyện Đông Hải trên cơ sở 2.986,50 ha diện tích tự nhiên và 9.410 nhân khẩu của xã Định Thành.
Sau khi điều chỉnh địa giới hành chính, xã Định Thành còn lại 3.010,20 ha diện tích tự nhiên và 9.510 nhân khẩu.
Tính đến ngày 31/12/2024:
- Xã An Phúc có 7 ấp: Cái Keo, Chòi Mòi, Long Phú, Minh Thìn, Minh Thìn A, Phước Thắng, Phước Thắng A.
- Xã Định Thành có 5 ấp: Cây Giá, Cây Thẻ, Chòi Mòi, Lung Chim, Lung Xình.
- Xã Định Thành A có 5 ấp: Hòa Phong, Lung Lá, Lung Rong, Kênh Xáng, Phan Màu.

Ngày 12 tháng 6 năm 2025, Quốc hội ban hành Nghị quyết số 202/2025/QH15 về việc sắp xếp đơn vị hành chính cấp tỉnh (nghị quyết có hiệu lực từ ngày 12 tháng 6 năm 2025). Theo đó, sáp nhập tỉnh Bạc Liêu vào tỉnh Cà Mau.
Ngày 16 tháng 6 năm 2025, Ủy ban Thường vụ Quốc hội ban hành Nghị quyết số 1655/NQ-UBTVQH15 về việc sắp xếp các đơn vị hành chính cấp xã của tỉnh Cà Mau năm 2025 (nghị quyết có hiệu lực từ ngày 16 tháng 6 năm 2025). Theo đó, sáp nhập toàn bộ 27,92 km² diện tích tự nhiên, quy mô dân số là 9.103 người của xã Định Thành A và toàn bộ 57,68 km² diện tích tự nhiên, quy mô dân số là 13.405 người của xã An Phúc vào toàn bộ 31,58 km² diện tích tự nhiên, quy mô dân số là 13.056 người của xã Định Thành thuộc huyện Đông Hải, tỉnh Bạc Liêu.
Xã Định Thành có 117,18 km² diện tích tự nhiên và quy mô dân số là 35.564 người.